# Додатковий прибуває на другу колію
«Додатковий прибуває на другу колію» (рос. Дополнительный прибывает на второй путь) — радянський двосерійний детективний фільм 1986 року, знятий режисерами Валерієм Ахадовим і Сайдо Курбановим за однойменною повістю Леоніда Словіна.

## Сюжет
У тамбурі поїзда Москва — Душанбе знайдено труп одного з пасажирів. Версію «злочинець усе ще в поїзді» доручають відпрацювати майору транспортної міліції Денисову, який збирався у відпустку. Допомагатиме йому капітан таджицького карного розшуку Курбанов, відряджений у Рязань у зв'язку зі справою про шахрайство в особливо великих розмірах.

## У ролях
- Сергій Никоненко — майор Денисов
- Сайдо Курбанов — капітан Курбанов
- Юрій Платонов — Поляков
- Хабібулло Абдураззаков — Саїдов
- Світлана Петросьянц — Майя
- Шухрат Іргашев — Вахідов
- Максуд Іматшоєв — Фелікс
- Ато Мухамеджанов — Фазілов
- Олександр Коршунов — електрик
- Земфіра Цахілова — Абдуллаєва
- Яна Друзь — Пятих
- Лідія Онищенко — Люба
- Володимир Землянікін — Бєлов
- Абдусалом Рахімов — Іскандаров
- Тути Гафарова — 'Іскандарова
- Наталія Крачковська — Саукова
- Олег Шкловський — директор ресторану
- Володимир Мишкін — пасажир
- Олексій Ванін — Голей
- Юрій Гусєв — Карунас

## Знімальна група
- Автор сценарію: Леонід Словін
- Режисери: Валерій Ахадов, Сайдо Курбанов
- Оператор: Ростислав Пірумов
- Художник-постановник: Володимир Салімов
- Композитор: Фіруз Бахор
- Звукорежисер: Рустам Ахадов
- Монтаж: Любов Бутузова